# Glasberget
Glasberget är en svensk dramafilm från 1953 i regi av Gustaf Molander, efter en roman av Sigfrid Siwertz från 1952.

## Handling
Filmen kretsar runt den framgångsrike glaskonstnären Stellan Sylvester. Han råkar ut för en bilolycka och hamnar på sjukhus där han vårdas under en längre tid. Han upptäcker då att hans liv varit meningslöst och tomt. 
Han träffar på sjukhuset sjuksköterskan Marta som han blir förälskad i, men när det visar sig att hon är förlovad känns hans liv ännu mer meningslöst.

## Rollista i urval
- Hasse Ekman - Stellan Sylvester
- Gunn Wållgren - Otti Moréus
- Eva Henning - Marta von Born
- Margit Carlqvist - Iris
- Gunnar Björnstrand - Dalander
- Isa Quensel - Luiza Cabral
- Aurore Palmgren - gravvårderska
- Hugo Björne - Johannes
- Elsa Ebbesen-Thornblad - Ida
- Greta Stave - privatsköterska
- Gunvor Pontén - fröken Berg
- Hanny Schedin - Kristin
- Carl-Gunnar Wingård - pensionatsgäst
- Astrid Bodin - telegrafist
- Helga Brofeldt - pensionatsvärdinna
- Prico Paschetto - utländsk glaskund
- Paul Lakovary - utländsk glaskund
- John Ivar Deckner
- Ulla Nyrén - professionellt danspar
- Sven-Axel Carlsson  - bud
- Sten Lindén - chaufför
- Lennart Lundh - tjänsteman
- Åke Lindström - glasbruksarbetare
- Ove Gustafsson - arbetare
- Leon Lidvall - herre